# Vilich-Müldorf
Vilich-Müldorf is een der 14 wijken van het stadsdistrict Beuel te Bonn en grenst aan de stad Sankt Augustin.